# Rotsfontein Oosterpark
De Rotsfontein Oosterpark is een fontein in het Oosterpark.
Het Oosterpark werd rond 1891 aangelegd, centraal in de vijver staat de grote fontein. Later werd zij aangevuld met een klein fonteintje in het pierenbadje van Aldo van Eyck aan de noordrand van het park. Bij een algehele opknapbeurt en vergroting van het park in de jaren tien van de 21e eeuw onder leiding van landschaparchitectenbureau Sant en Co (architect Edwin Santhagens) werd in de noordwesthoek bij Hotel Arena een nieuwe fontein annex speelgelegenheid neergelegd. Zij bestaat uit een helling van voetpad naar de waterpartij waarop rotsblokken liggen. Tussen en op die rotsblokken zijn twaalf spuwers geplaatst die onregelmatig water spuiten. Door hier water de centrale vijver in te laten lopen wordt de doorstroming van de vijver bevorderd, aldus het architectenbureau. Het eerder genoemde pierenbad werd tegelijkertijd uitgebreid met een fonteinelement (glijrots).

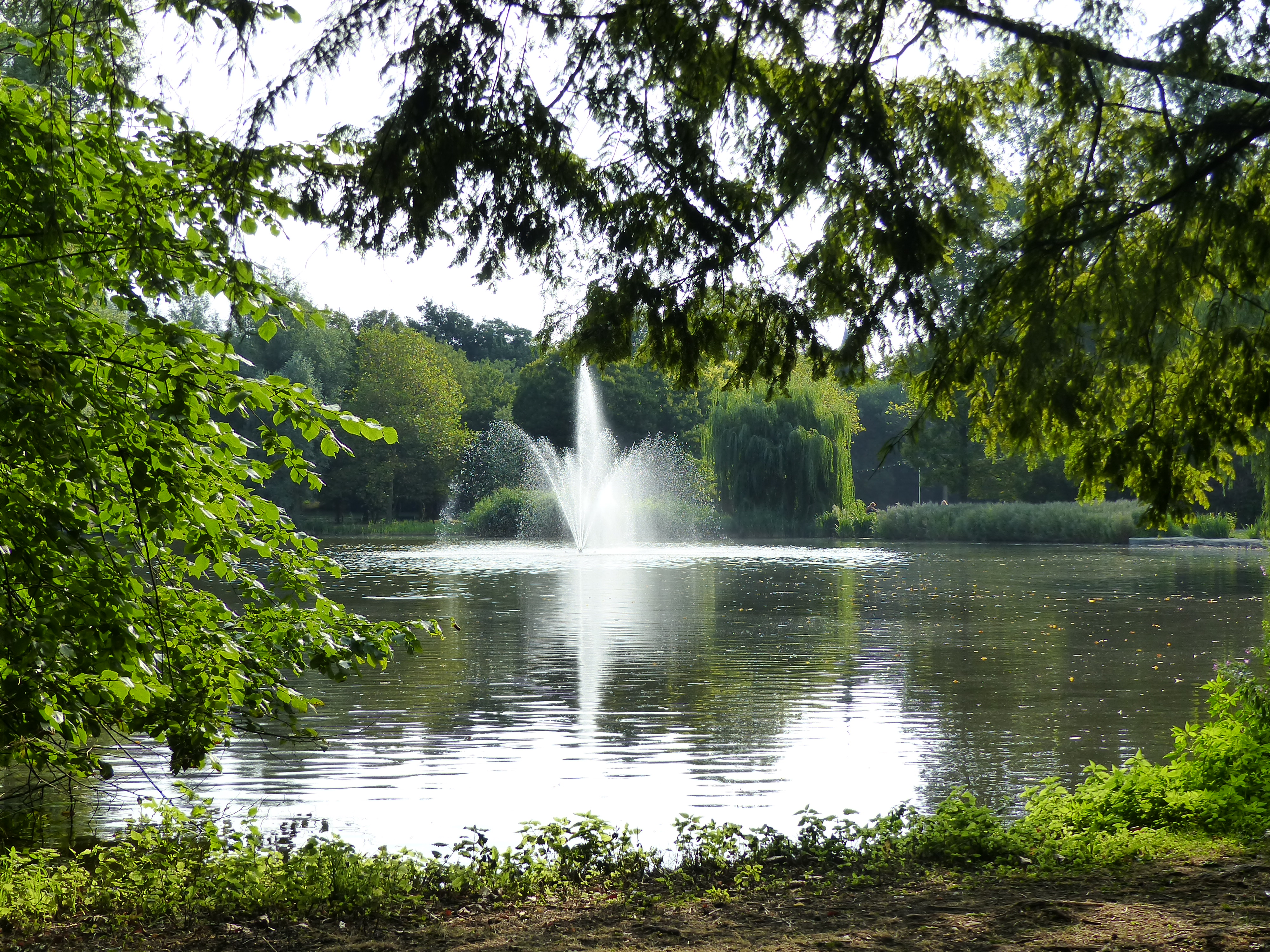
Centrale fontein in het Oosterpark (augustus 2018)

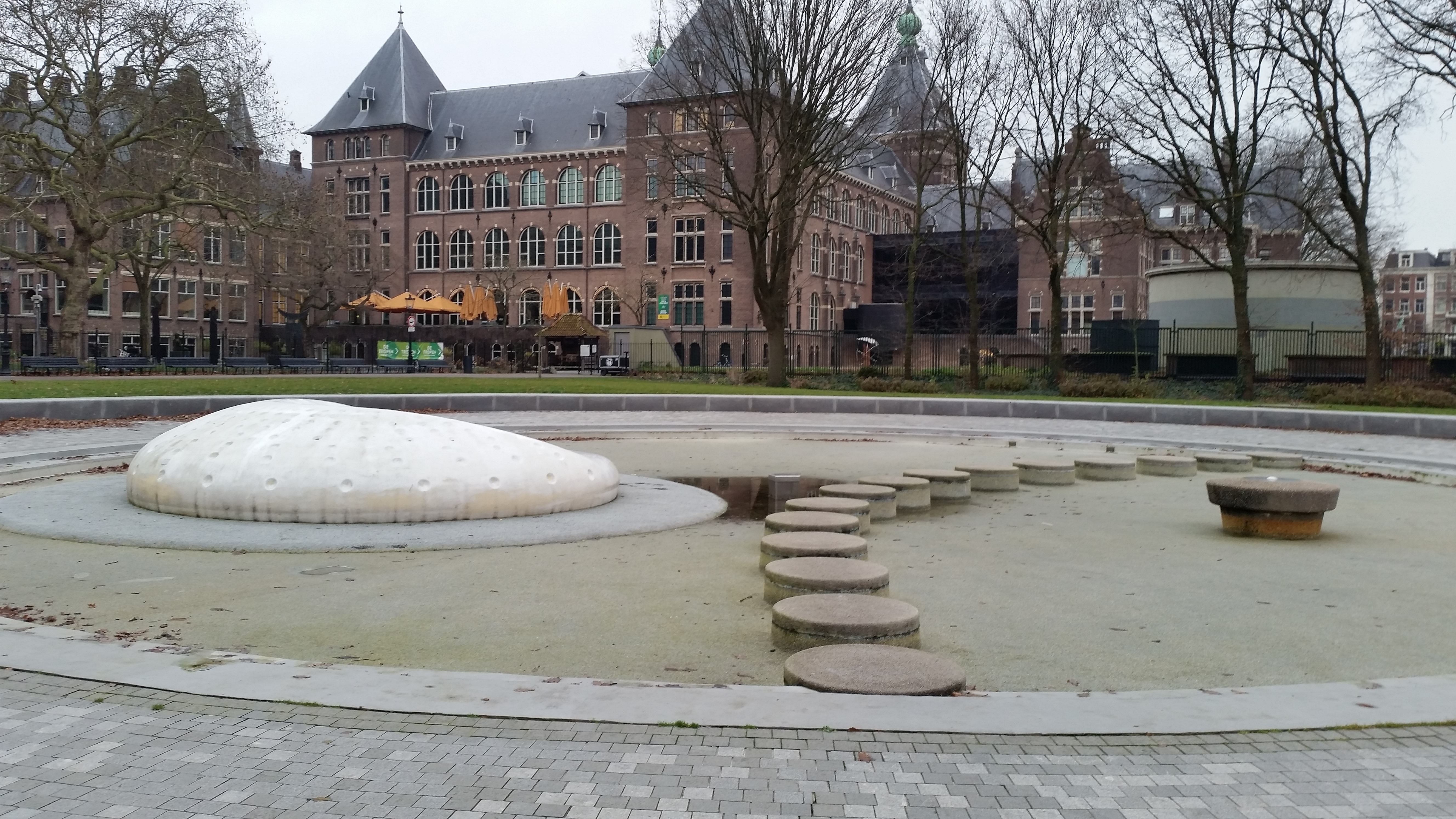
Pierenbad met fonteinelement (december 2019)

Bokkenrijder · Bolgewas · Communicatie · Justus van Maurikbank · Leonard Springerbrug · Limietpalen Oosterpark · Monument voor de Tachtigers · Muziekkoepel Oosterpark · Nationaal monument slavernijverleden · Politiehond Albert · Rotsfontein Oosterpark · De Schreeuw · Speelslinger Oosterpark · Spelende kinderen · Spreeksteen · Tekststeen Julianaboom · De Titaantjes · Het westen ontvangt en ontmoet 't oosten